# UGC 3993
UGC 3993 è una galassia a spirale visibile nella costellazione di Cefeo.
Il nucleo si presenta di forma tonda e consistenza abbastanza compatta. La struttura a spirale è evanescente e non abbastanza chiara neanche a forti ingrandimenti. Bracci non discernibili.
Circa 1',1 ad est vi è la stella GSC 4622:81, di magn. 11,8.